# Amir Mkadmi
Amir Mkadmi, né le 20 juillet 1978 à Tunis, est un footballeur tunisien.

## Palmarès
- Coupe de la CAF : 1999
- Championnat de Tunisie : 2004
- Coupe de Tunisie : 2007